# Gran Premio Bruno Beghelli 2017
Il Gran Premio Bruno Beghelli 2017, ventiduesima edizione della corsa, valevole come evento dell'UCI Europe Tour 2017 e della Ciclismo Cup 2017, di categoria 1.HC, si svolse il 1º ottobre 2017 su un percorso di 198,9 km, con partenza e arrivo a Monteveglio, in Italia. La vittoria fu appannaggio dello spagnolo Luis León Sánchez, il quale terminò la gara in 4h27'30", alla media di 44,613 km/h, precedendo gli italiani Sonny Colbrelli e Elia Viviani.
Sul traguardo di Monteveglio 156 ciclisti, su 188 partenti, portarono a termine la competizione.

## Squadre e corridori partecipanti
| N.      | Cod. | Squadra                         |
| ------- | ---- | ------------------------------- |
| 1-8     | BRD  | Bardiani-CSF                    |
| 11-18   | FDJ  | FDJ                             |
| 21-28   | SKY  | Team Sky                        |
| 31-38   | TBM  | Bahrain-Merida Pro Cycling Team |
| 41-48   | UAD  | UAE Team Emirates               |
| 51-58   | DDD  | Team Dimension Data             |
| 61-68   | TFS  | Trek-Segafredo                  |
| 71-78   | CDT  | Cannondale-Drapac               |
| 81-88   | ALM  | AG2R La Mondiale                |
| 91-98   | AST  | Astana Pro Team                 |
| 101-108 | SAN  | Sangemini-MG.K Vis              |
| 111-118 | ICA  | Israel Cycling Academy          |

| N.      | Cod. | Squadra                       |
| ------- | ---- | ----------------------------- |
| 121-128 | COF  | Cofidis                       |
| 131-138 | WGG  | Wanty-Groupe Gobert           |
| 141-148 | GAZ  | Gazprom-RusVelo               |
| 151-158 | ORS  | Orica-Scott                   |
| 161-168 | WIL  | Wilier Triestina-Selle Italia |
| 171-178 | ANS  | Androni-Sidermec-Bottecchia   |
| 181-188 | NIP  | Nippo-Vini Fantini            |
| 191-196 | CCC  | CCC Sprandi Polkowice         |
| 201-208 | CJR  | Caja Rural-Seguros RGA        |
| 211-218 | AMO  | Amore & Vita-Selle SMP        |
| 221-228 | GME  | GM Europa Ovini               |
| 231-238 | UNI  | Unieuro Trevigiani-Hemus 1896 |

## Ordine d'arrivo (Top 10)
| Pos. | Corridore           | Squadra      | Tempo    |
| ---- | ------------------- | ------------ | -------- |
| 1    | Luis León Sánchez   | Astana       | 4h27'30" |
| 2    | Sonny Colbrelli     | Bahrain-Mer. | a 6"     |
| 3    | Elia Viviani        | Sky          | s.t.     |
| 4    | Michael Albasini    | Orica        | s.t.     |
| 5    | Alberto Bettiol     | Cannondale   | s.t.     |
| 6    | Andrea Pasqualon    | Wanty        | s.t.     |
| 7    | Marco Canola        | Nippo        | s.t.     |
| 8    | Julien Simon        | Cofidis      | s.t.     |
| 9    | Simone Consonni     | UAE          | s.t.     |
| 10   | Magnus Cort Nielsen | Orica        | s.t.     |